# Habitatge al carrer Coll del Castell, 9 (Rupit)
L'Habitatge al carrer Coll del Castell, 9 és una casa de Rupit i Pruit (Osona) inclosa a l'Inventari del Patrimoni Arquitectònic de Catalunya.

## Descripció
Casa mitgera coberta a dues vessants i amb el carener paral·lel a la façana la qual es troba orientada a llevant. Consta de planta baixa i dos pisos, a la planta hi ha un portal rectangular i un gros portal adovellat, dues finestres rectangulars al primer amb ampit i espieres tapiades, al segon un balconet amb barana de fusta i una finestreta amb ampit motllurat. És construïda en lleves de pedra i els carreus de les obertures són carejats i polits.

## Història
La plaça del coll del Castell es troba a la part alta de la vila de Rupit, sota el mur de llevant del Castell. Les cases estan assentades damunt el cingle i la gran majoria pertanyen als segles XVII-XVIII. Com totes les de Rupit han estat restaurades respectant la tipologia primitiva. L'establiment de Cavallers al Castell de Rupit donà un caire aristocràtic a la vila. Al segle xiv la demografia baixa considerablement, al fogatge del segle xvi s'experimentà un cert creixement i al segle xvii comença a ésser un nucli important de població, ja que durant la guerra dels Segadors (1654) s'hi establiren molt francesos.